# Ejido Hernández
Ejido Hernández är en ort i Mexiko.   Den ligger i kommunen Casas Grandes och delstaten Chihuahua, i den nordvästra delen av landet, 1 500 km nordväst om huvudstaden Mexico City. Ejido Hernández ligger 1 980 meter över havet och antalet invånare är 147.
Terrängen runt Ejido Hernández är varierad. Ejido Hernández ligger nere i en dal. Runt Ejido Hernández är det mycket glesbefolkat, med 4 invånare per kvadratkilometer. Närmaste större samhälle är Ejido Ignacio Zaragoza, 15,9 km norr om Ejido Hernández. I omgivningarna runt Ejido Hernández växer huvudsakligen savannskog.